# Соответствие Джека
«Соответствие Джека» (англ. Matching Jack) — австралийская драма 2010 года режиссёра Нади Тэсс по сценарию Линн Ренью и Дэвида Паркера. Фильм основан на переделанном сценарии Линн Ренью «Love and Mortar».

## Сюжет
Фильм повествует о матери, в одиночку борющейся с болезнью своего сына, которому поставили диагноз лейкоз, и пытающейся найти для него донора. Её муж не желает разделять заботы и тяготы супружеской жизни, он предпочитает вести жизнь на стороне, изменяя своей жене. Но непредвиденная встреча с ирландским моряком и его сыном кардинальным образом меняет всю её жизнь.

## В ролях
| Актёр            | Роль     |
| ---------------- | -------- |
| Джасинда Барретт | Марисса  |
| Ричард Роксбург  | Дэвид    |
| Ивонн Страховски | Вероника |
| Джеймс Несбитт   | Коннор   |
| Том Рассел       | Джек     |
| Коди Смит-Макфи  | Финн     |
| Мэделин Уэст     | Нэнси    |

## Премьерные показы
Премьера фильма состоялась 29 июля 2010 года на Международном кинофестивале в Мельбурне. Премьера в Австралии состоялась 19 августа 2010 г., в США — 17 октября 2010 г. на Международном кинофестивале на Гавайях, в Италии — 28 октября 2010 г. на Кинофестивале в Риме, в Израиле — 8 июля 2011 г., в Греции — 15 сентября 2011 г. на Кинофестивале в Афинах, а в Канаде — 25 сентября 2011 г. на Международном кинофестивале в Эдмонтоне.

## Критика
На сайте Rotten Tomatoes фильм имеет рейтинг 69 % на основе 13 рецензий со средним баллом 6,4 из 10.